# Editorial
Das Editorial (englisch, ins Deutsche übernommenes Lehnwort) beschreibt in der Regel das Vorwort des Herausgebers oder Chefredakteurs in einer Zeitschrift oder den Leitartikel einer Zeitung (Hauptbedeutung). Es kann auch das Impressum einer Redaktion oder eines Verlages enthalten.

## Kulturelle Unterschiede
In angelsächsischen, insbesondere amerikanischen, Medien gibt das Editorial meist dezidiert die Meinung der oder des Herausgeber(s) und/oder der Chefredaktion wieder, was bei einem europäischen Leitartikel in der Regel auch der Fall ist; allerdings gibt es einige Unterschiede. So werden dort in Editorials seit jeher auch Wahlempfehlungen abgegeben, was in Europa durchaus unüblich war, bis erstmals die 2012 eingestellte Financial Times Deutschland (Ableger des in London erscheinenden Mutterblatts Financial Times) vor der Bundestagswahl 2002 mit diesem „Tabu“ brach.

### DasOpposite Editorial
Besonders in den USA gibt es die seit Ende der 1930er-Jahre gepflegte Institution des Opposite Editorial (kurz: Op-Ed). Dieses bietet Kommentare von Kolumnisten, die oft bewusst von der Redaktionslinie abweichen. Ursprünglich kommt der Ausdruck daher, dass im Zeitungsdruck diese Meinungsartikel den Herausgeber-Editorials gegenübergestellt waren.
Die New York Times zum Beispiel beschäftigte eine Reihe von Kolumnisten aus unterschiedlichen politischen Lagern. Darunter waren die linksliberale Maureen Dowd, der inzwischen verstorbene rechtskonservative William Safire, der zwischen März 2002 und dem Beginn des Irakkriegs 27 Op-Eds, die den Krieg unterstützten, schrieb, z. B. den Artikel Iraqis, cheering their liberators, will lead the Arab world toward democracy, oder der konservative Journalist David Brooks. Die beiden erstgenannten Autoren sind bzw. waren Träger des renommierten Pulitzer-Preises, deren Op-Eds in ein und derselben Ausgabe erschienen. In Europa hingegen übernehmen meist Gastkommentare die Rolle von Op-Eds.